# Клаус-Дитрих Фладе
Кла́ус-Ди́трих Фла́де (на немски: Klaus-Dietrich Flade; роден на 23 август 1952 г. в Бюдесхайм, Рейнланд-Пфалц, ФРГ) е немски летец-изпитател и космонавт.

## Образование
През 1974 до 1976 г. работи като авиoмеханик, учи в школа за офицери от ВВС.
През 1976 г. постъпва в Мюнхенския военен университет, където изучава аерокосмически технологии. През 1980 г. получава диплома за инженер-химик. След завършване на университета в продължение на осем години служи като летец във ВВС на Германия, където пилотира самолети F-104G, Tornado, Alpha-Jet, F-16B, МиГ-29, С-160, Do-228, Do-28, както и вeртолетите BO-105, Gazelle и UH-1D.
През 1988—1990 г. се обучава в школа за летци-изпитатели в Манхинг (Бавария) и в Имперската школа за летци-изпитатели в Боском-Даун (Великобритания). Летец-изпитател I клас.

## Космическа подготовка
През 1987 г. Клаус-Дитрих Фладе остава сред финалистите на втория подбор в немския отряд на астронавтите (DLR-2), но не попада сред избраните.
На 18 април 1990 г. между Главкосмос СССР и германската космическа агенция DLR е подписан договор за изпълнение на съвместен съветско-германски полет на космическия кораб „Союз ТМ“ и орбиталната станция „Мир“. Тъй като всички по-рано избрани астронавти са обучени в подготовката си за полети на „Спейс Шатъл“, е решено да се изберат две кандидатури от списъка на финалистите през 1987 г. На 8 октомври 1990 г. са избрани Клаус-Дитрих Фладе и Райнхолд Евалд.
От ноември 1990 до октомври 1991 г. Фладе и Евалд провеждат общокосмическа подготовка в ЦПК „Ю. А. Гагарин“ за космонавти-изследователи. От ноември 1991 до февруари 1992 г. Клаус-Дитрих Фладе се подготвя в състава на основния екипаж на кораба „Союз ТМ-14“.

## Полет на „Союз ТМ-14“
Единствения си космически полет Фладе извършва през периода 17—25 март 1992 г. Екипажът на кораба „Союз ТМ-14“ е в състав Александър Викторенко, Александър Калери и Клаус-Дитрих Фладе. На 19 март се скачват с орбиталния комплекс „Мир“, където работи екипажът на 10-а основна експедиция (Александър Волков и Сергей Крикальов). След смяна на екипажа на 25 март „Союз ТМ-13“ се разскача от орбиталната станция и същия ден каца на Земята. Клаус-Дитрих Фладе се завръща с екипажа на 10-а основна експедиция (А. Волковов и С. Крикальов). Продължителността на полета е 7 денонощия, 21 часа, 56 минути и 52 секунди.

## Последваща дейност
През 1991—1992 г. Клаус-Дитрих Фладе е сред петте кандидати от Германия при провеждане подбора в европейския отряд на астронавтите на ESA, но не е зачислен в него. През 1992 г. излиза от немския отряд и се завръща в школата за летци-изпитатели в Манхинг. От 1993 г. работи като летец-изпитател в компанията „Deutsche Aerospace“, а понастоящем — в „Airbus“ в Тулуза.

## Семейство
Женен, с двама сина.